# انرژی واپاشی

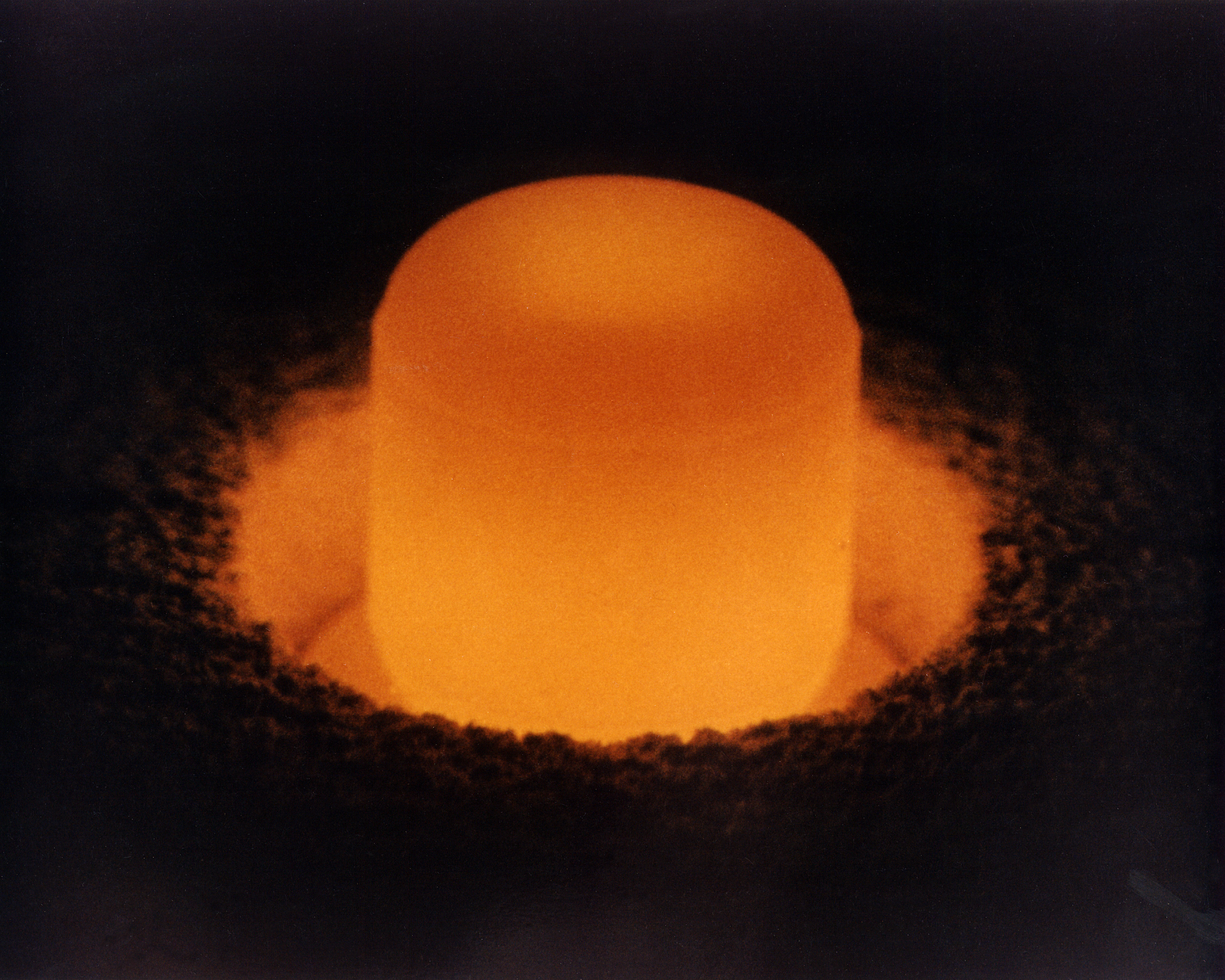
انرژی واپاشی

انرژی واپاشی(به انگلیسی: Decay energy) عبارت است از انرژی که در حین واپاشی یک ایزوتوپ پرتوزا تولید می‌شود و با واحدهای MeV (مگا الکترون‌ولت) یا KeV (کیلو الکترونولت) گزارش می‌شود.
{\displaystyle Q=({\text{Kinetic energy}})_{\text{after}}-({\text{Kinetic energy}})_{\text{before}}\,\!}
{\displaystyle Q=(({\text{Rest mass}})_{\text{before}}\times c^{2})-(({\text{Rest mass}})_{\text{after}}\times c^{2})\,\!}